# Castroper Platte
Die Castroper Platte ist eine einen Naturraum bildende Lößplatte im Süden der Westfälischen Bucht und im östlichen Ruhrgebiet, im Dreieck von Bochum, Herne und Castrop und dem Nordwesten Dortmunds. Sie besteht in der Hauptsache aus den an der Provinzialstraße in DO-Bövinghausen 137,2 m ü. NHN, am Castroper Hellweg in BO-Gerthe immerhin noch 136 m hohen Castroper Höhen. Zwischen diese und die südöstlich benachbarte Stockumer Höhe treten das Martener Flachwellenland bei Dortmund-Marten und, südwestlich davon, die Langendreerer Senke bei Bochum-Langendreer, die geologisch und naturräumlich ebenfalls zur Castroper Platte gehören. Die meisten Höhen haben keine eigenen Namen, eine merkliche Ausnahme bildet der Gysenberg (unmittelbar südwestlich der Gerther Straße gut 124 m) im Osten Hernes.
Noch etwas höher als die natürlichen Erhebungen sind der künstlich überhöhte Tippelsberg (150,2 m) zwischen (Bo-)Riemke und Grumme, die Landmarke Hiltrop (148,4 m) bei BO-Hiltrop und die Halde Schwerin (angeblich 151 m, mindestens jedoch 147,4 m ü. NHN) bei CAS-Schwerin.

## Geologie
Die angehäuften präglazialen Schotter stammen aus der Zeit eines älteren Verlaufs der Ruhr. Sie bog zur Zeit der Wende Tertiär-Diluvium bei Witten nach Norden ab. Bei Crengeldanz haben in der Langendreerer Senke Endmoränen diesen zugeschüttet. Die Ruhrschotter sind mit Oberkreidesedimenten überlagert.

## Naturräumliche Zuordnung
Siehe Abschnitt im Artikel zur Haupteinheit Westenhellweg.

## Gewässer
Die Castroper Höhe bildet heute eine Wasserscheide zwischen der Ruhr und der Emscher. In ihr entspringen unter anderem: der Ostbach, der Landwehrbach, der Fischergraben, der Mühlenbach, der Sodinger Bach, der Storchgraben, der Börniger Bach, der Rossbach, der Hemker Bach, der Langelohbach und der Westbach.

## Sonstiges
In Bochum zweigte der Westfälische Hellweg über die Bongardstraße und die Große Beckstraße nach Nordosten hin ab um als Höhenweg, heute noch „Castroper Hellweg“ genannt, über die Castroper Hochebene zu verlaufen und somit das Oelbachtal nördlich zu umgehen. Bei Bauarbeiten in der Bongardstraße wurden Knüppeldämme entdeckt.
Zu den Sehenswürdigkeiten zählt der Naturpfad Langeloh, der Feuchtwiesen erschließt, in denen unter anderem der Riesen-Schachtelhalm wächst. Die großen Verwandten dieser Pflanze, die Gattung der Kalamiten, kamen in den Wäldern des Karbons vor.